# شرکت خدمات انرژی

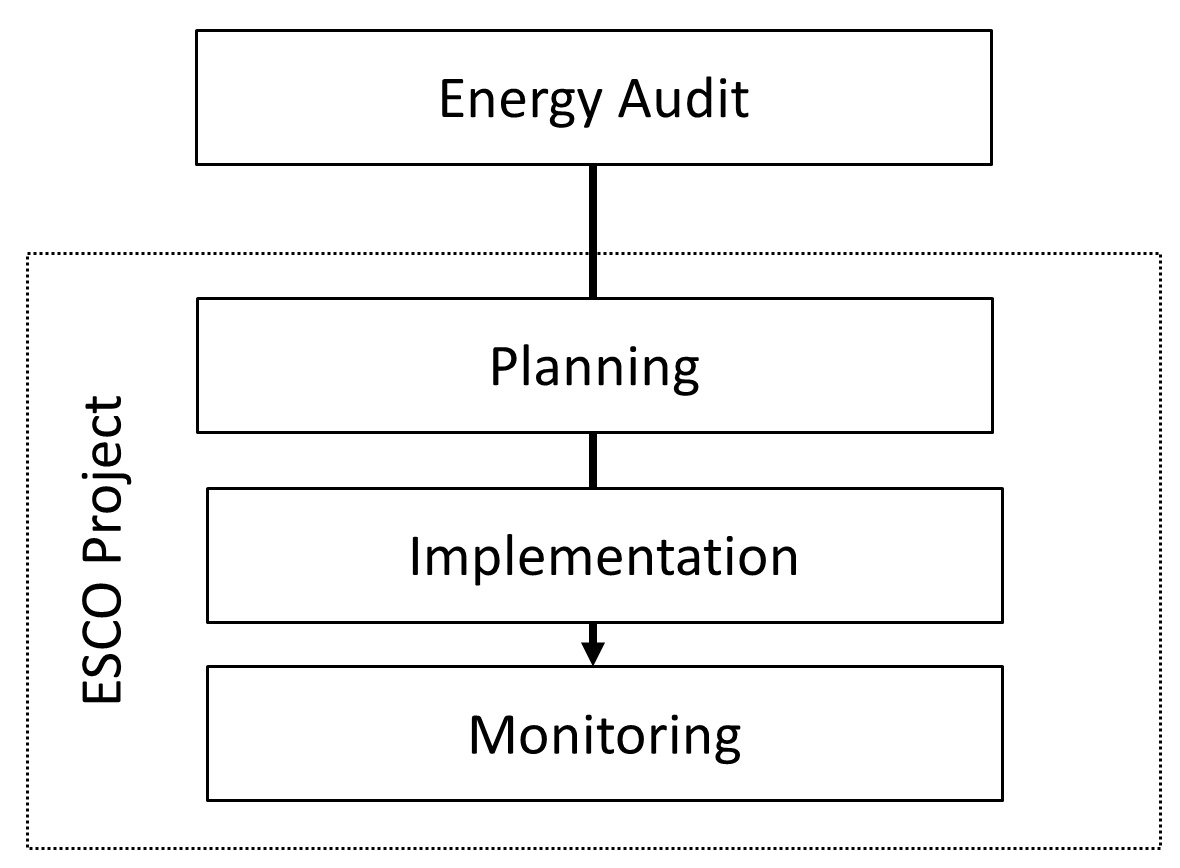
مراحل یک پروژه ESco

شرکت خدمات انرژی (ESCO: Energy Services Company)شرکتی است که در کلیه بخشهای مصرف-کننده انرژی، طرحهای مرتبط با بهبود کارایی انرژی را ممیزی، طراحی، تأمین مالی و اجرا می‌کند. این شرکت با تضمین رسیدن به سطح مشخصی از کارایی انرژی، تمام ریسک پروژه را به عهده می‌گیرد و سهم خود را از محل صرفه-جویی انرژی در قالب قرارداد عملکردی برداشت می-کند. شرکتهای خدمات انرژی همانند وسیله-ی مهمی هستند که کارایی انرژی را در دنیا به- خصوص در کشورهایی که تجارت تأسیسات برقی، مسئله-ی خصوصی-سازی و بازار رقابت را تجربه می‌کنند و در زیر بخشهایی که خصوصی-سازی و آزادسازی مرسوم است) مانند تولید حرارت در کشورهای اروپای مرکزی و اروپای شرقی (توسعه می‌دهند. مراحل اصلی در فرایند اجرای پروژه‌های شرکتهای خدمات انرژی عبارتند از: ممیزی انرژی با هدف سرمایه‌گذاری، تعیین روشهای امکانپذیر برای بهینه‌سازی مصرف انرژی، تعریف پروژه، تضمین نتایج اجرای اقدامات بهینه‌سازی، بررسی و تضمین رعایت مقررات و استانداردها، تهیه تجهیزات و نصب آنها، مدیریت پروژه، تعمیر و نگهداری تجهیزات در طول مدت قرارداد، اندازه‌گذاری میزان صرفه جویی به‌طور پیوسته، تأمین منابع مالی. به بیان ساده‌تر شرکتهای خدمات انرژی (ESCO) شرکتهایی هستند که پروژه‌هایی را به منظور افزایش بهره‌وری انرژی و کاهش هزینه‌های تعمیرات و نگهداری) برای تسهیلات حدود ۷ تا ۱۰ سال (تعریف کرده و ریسک اجرایی و فنی پروژه‌ها را قبول می‌کنند. شرکت‌های ESco معمولاً از قراردادهای M&V استفاده می‌کنند.
قرار داد Measurement and Verification) M&V): «اندازه‌گیری و تأیید»(M&V) فرایند برنامه‌ریزی، اندازه‌گیری، جمع‌آوری و تجزیه و تحلیل داده‌ها به منظور تأیید و گزارش صرفه جویی در مصرف انرژی در یک تأسیسات است که ناشی از اجرای اقدامات حفظ انرژی (ECM) است.